# إن درايف
إن درايف هي خدمة عالمية لنقل الركاب مع أكثر من 100 مليون مستخدم يعملون في 42 دولة، ويعد إن درايف ثاني أكبر تطبيق لطلب السيارات وسيارات الأجرة في جميع أنحاء العالم من حيث عدد التنزيلات. وتعمل الشركة في روسيا، كازاخستان، قيرغيزستان، أوزبكستان، أرمينيا، بوتسوانا، البرازيل، المكسيك، غواتيمالا، كولومبيا، بيرو، السلفادور، تشيلي، الإكوادور، كوستاريكا، بنما، هندوراس، جمهورية الدومينيكان، بوليفيا، نيكاراغوا، تنزانيا، جنوب إفريقيا، كينيا، المغرب، أوغندا، نيجيريا، بوتسوانا، الهند، إندونيسيا، ماليزيا، تايلاند وباكستان، والجزائر،. تأسست الشركة في ياكوتسك عام 2013.

## وصلات خارجية
- الموقع الرسمي